# ET3 Global Alliance
ET3 Global Alliance es un consorcio abierto estadounidense de licenciados dedicado a la implementación global de Tecnologías de Transporte de Tubos de Vacío (ET3). Fue fundado por Daryl Oster en 1997 con el objetivo de establecer un sistema de transporte global que utiliza cápsulas de pasajeros y de carga del tamaño de un automóvil, que viajan en tubos de 1,5 m de diámetro a través de un maglev superconductor sin fricción.
Oster afirma que el sistema ET3 podrá proporcionar 50 veces la cantidad de transporte por kilovatio-hora en comparación con los autos eléctricos y trenes eléctricos, con un coste de solo 20 centavos de energía eléctrica para obtener 560 km/h (350 mph). ET3 afirma que los sistemas iniciales viajarán a una velocidad de 600 km/h (370 mph) para viajes estatales, y luego desarrollarían 6.500 km/h (4.000 600 km/h (372,8 mph), velocidad hipersónica) para viajes internacionales que permitirán viaje de pasajeros o carga de Nueva York a Pekín en 2 horas. El sistema de prueba de concepto inicial podría construirse en tan solo 3 años para el transporte operativo.

## 1997–2007

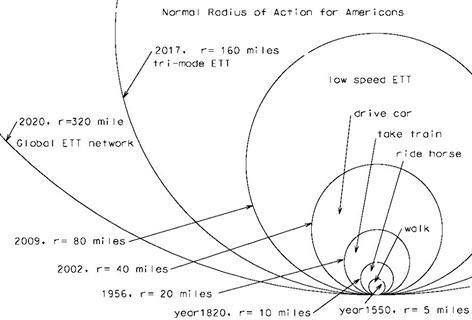
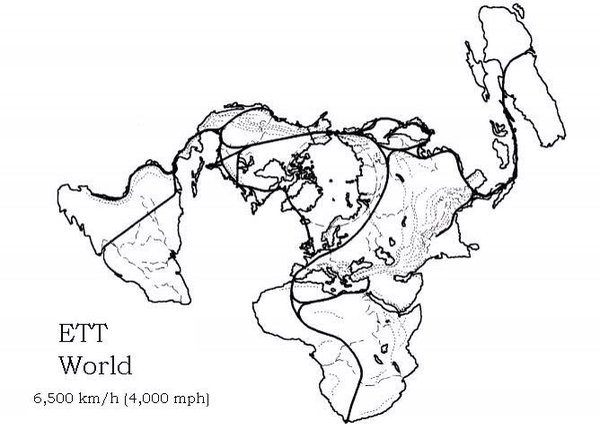
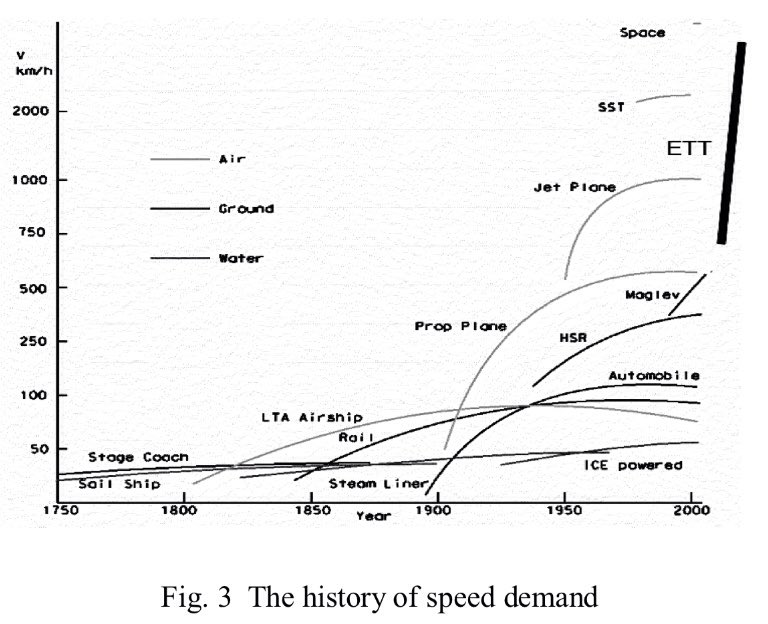
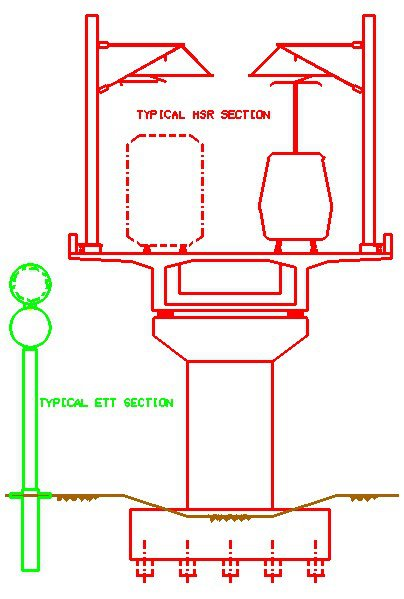

La primera patente emitida en el campo del transporte de tubo evacuado se acreditó a Daryl Oster como inventor, mientras que el cedente original se emitió a Et3.com Inc el 14 de septiembre de 1999. ET3 ha estado activo desde 1999. Pero fue dos años antes, el 10 de octubre de 1997, cuando Daryl Oster presentó la patente de 1999 relacionada con el transporte de tubos de vacío. En 2001, la Universidad Southwest Jiaotong (SWJTU) invitó Daryl a China para avanzar en el campo del transporte de Tubo Evacuado (ETT) y discutir la adopción del Maglev superconductor de alta temperatura (HTSM) como sistema de levitación para ETT.
En 2004, Daryl Oster publicó un "Diálogo Inicial de la Nueva Era Industrial en el Transporte de Tubos de Evacuación".

Yaoping Zhang de SWJTU y Daryl Oster compartieron comunicaciones de un año de duración a principios de la década de 2000 a través de un correro electrónico que puede leerse en su libro publicado en 2004. SWJTU se convirtió en la primera institución universitaria en obtener las licencias del consorcio ET3. La mayoría de los licenciadores de ET3 fuera de los de los EE. UU. se encuentran en China. SWJTU y personas de China han contribuido significativamente a la propiedad intelectual de los consorcios de ET3. En 2007, Yaoping Zhang, un exprofesor de SWJTU, comenzó a promover la ETT como "transporte evolutivo". Yaoping Zhang actualmente opera la subsidiaria de ET3 GA ET3 China, Inc 

## 2008–presente
ET3 ha presentado una serie de nuevas patentes en 2014 relacionadas con el campo de la superconductividad de alta temperatura (HTS). A partir de 2016, se han vendido más de 380 licencias en 22 países diferentes, incluida China, donde ET3 afirma que han vendido más de una docena de licencias. Daryl Oster y su equipo se reunieron con el CEO de Tesla Motors / Space X, Elon Musk, a fines de julio de 2013, para hablar sobre la tecnología, resultó en que Musk prometiera una inversión en un prototipo de 3 millas (4,8 3 mi (4,8 km)) del diseño de ET3.
En marzo de 2018, se publicó un documento de ET3 titulado "cerrar la brecha de infraestructura a través de soluciones innovadoras y sostenibles".